# Nervo peroneo profondo
Il nervo peroneo profondo origina dal peroneo comune, che è uno dei due nervi in cui si divide il nervo ischiatico (L4,L5,S1,S2), mentre l’altro è il nervo tibiale posteriore. 
Il peroneo comune decorre lungo la loggia posteriore della coscia, innerva il capo corto del bicipite femorale e raggiunge il cavo popliteo, dove si divide in due rami, il peroneo superficiale, che va ad innervare i muscoli peroneo lungo e peroneo breve, e il peroneo profondo, che innerva i muscoli della loggia anteriore della gamba.